# 松本雅夫
松本 雅夫（まつもと まさお、本名：一義〈かずよし〉、1915年〈大正4年〉3月17日 - 1996年〈平成8年〉5月10日）は、日本の箏曲家、作曲家。現代邦楽作曲家連盟会員。

## 略歴
新潟県新潟市出身。15歳の時にフランスの作曲家 クロード・ドビュッシーの楽曲『ヴァイオリン・ソナタ』に感動して独学で作曲を始める。
1932年（昭和7年）3月に新潟中学校を卒業、作曲した箏曲が認められて現在の東京都新宿区市谷左内町の正派生田流初代家元・中島雅楽之都の内弟子となり、4年間の修業で大師範となると、満洲で正派生田流の門人への指導にあたる。
1943年（昭和18年）12月に日本陸軍に召集されると、独立輜重兵第55中隊指揮班に配属され、1944年（昭和19年）3月にインパール作戦に参加、1945年（昭和20年）8月にビルマのタトンで終戦、最終階級は陸軍兵長。
1947年（昭和22年）5月に復員、知人を頼って1950年（昭和25年）に北海道旭川市でヴァイオリン奏者となり、1952年（昭和27年）6月に旭川フィルハーモニー協会を設立、1960年（昭和35年）から旭川音楽学校で教鞭を執る。
1970年代後半（昭和50年代前半）に埼玉県狭山市に移住。
1996年（平成8年）5月10日に急性心筋梗塞のため死去、81歳没。
邦楽の常識にとらわれることなく洋楽の感覚で邦楽の楽曲を作曲した。

## 表彰
- 1957年（昭和32年）09月23日 - 第8回邦楽コンクール（東京新聞社主催、文部省・NHK後援） 作曲部門第1位・文部大臣奨励賞・NHK賞『木と石の詩（うた）』[15][注 2]
- 1963年（昭和38年）12月17日 - 第18回文部省芸術祭 奨励賞（松本雅夫作品による佐薙岡豊箏曲演奏会）[17]
- 1967年（昭和42年）06月25日 - 宮城賞『葦のうた』[18]
- 1970年（昭和45年）11月03日 - 旭川市文化奨励賞[19]

## 作曲作品
- 『箏のためのインヴェンション』1956年。
- 『木と石の詩』1957年。
- 『雲』1957年。
- 『蝦夷の春』1958年。
- 『日本海』1958年。
- 『三角洲（デルタ）』1958年。
- 『祝典序曲』1958年。
- 『春の水』1959年。
- 『箏と弦楽四重奏のための嬉遊曲』1960年。
- 『流』1960年。
- 『セクパン（火焔樹）』1961年。
- 『漆』1962年。
- 『三つのレリーフ』1962年。
- 『年輪』1963年。
- 『葦のうた』1963年。
- 『古潭の石』1963年。
- 『小さな四季』1964年。
- 『梢』1964年。
- 『軌跡』1964年。
- 『空洞』1965年。
- 『対話』1966年。
- 『箏協奏曲』1966年。
- 『COSMOS』1967年。
- 『鼎』1967年。
- 『弧』1968年。
- 『斗栱』1968年。
- 『北辺の四季』1968年。
- 『礎石』1968年。
- 『裳階』1968年。
- 『星のように』1969年。
- 『座標』1969年。
- 『遠い日』1970年。
- 『敦煌』1970年。
- 『野の花達』1970年。
- 『樹の園』1971年。
- 『風雪の群像』1971年。
- 『道』1973年。
- 『邂逅』1973年。
- 『枯草庵にて』1974年。
- 『蒼生第一番』1974年。
- 『Pictograph』1976年。
- 『木の意匠』1976年。
- 『蒼生第二番』1977年。
- 『秋の組曲』1977年。
- 『琵琶湖に想う』1977年。
- 『憧』1978年。
- 『山なみの灯』1978年。
- 『旅の組曲』1978年。
- 『百済観音に寄せて』1978年。
- 『巣立ち』1978年。
- 『木蔭』1978年。
- 『かぎろい』1978年。
- 『足跡』1979年。
- 『ペンタグラム』1979年。
- 『図形』1979年。
- 『インヴェンション第五番』1979年。
- 『桂』1979年。
- 『クラスメイト』1979年。
- 『賞花亭にて』1980年。
- 『ペーザー（貝葉）』1980年。
- 『呉竹』1980年。
- 『相模野』1981年。
- 『あべまき』1981年。
- 『霜月』1982年。
- 『遠い映像』1982年。
- 『蒼生第三番』1982年。
- 『川』1982年。
- 『如月』1983年。
- 『椿』1983年。
- 『パラマ・アヌ（極微）』1983年。
- 『香』1985年。
- 『帆』1985年。
- 『弥勒』1985年。
- 『影絵』1986年。
- 『3：4：5』1987年。
- 『吉祥天女像』1988年。
- 『海に浮かぶ女神の社』1989年。
- 『不二』1990年。
- 『カゲツの花』1991年。
- 『豊ノ樹々』1992年。
- 『虹』1994年。
- 『Pentagram』1995年。
- 『空への序曲』1995年。
- 『斑鳩にて』1995年[20]。